# Helicidae
Helicidae é uma família de caracois, com várias espécies comestíveis, como os escargots.
Estes animais são nativos da Eurásia.

## Géneros e espécies

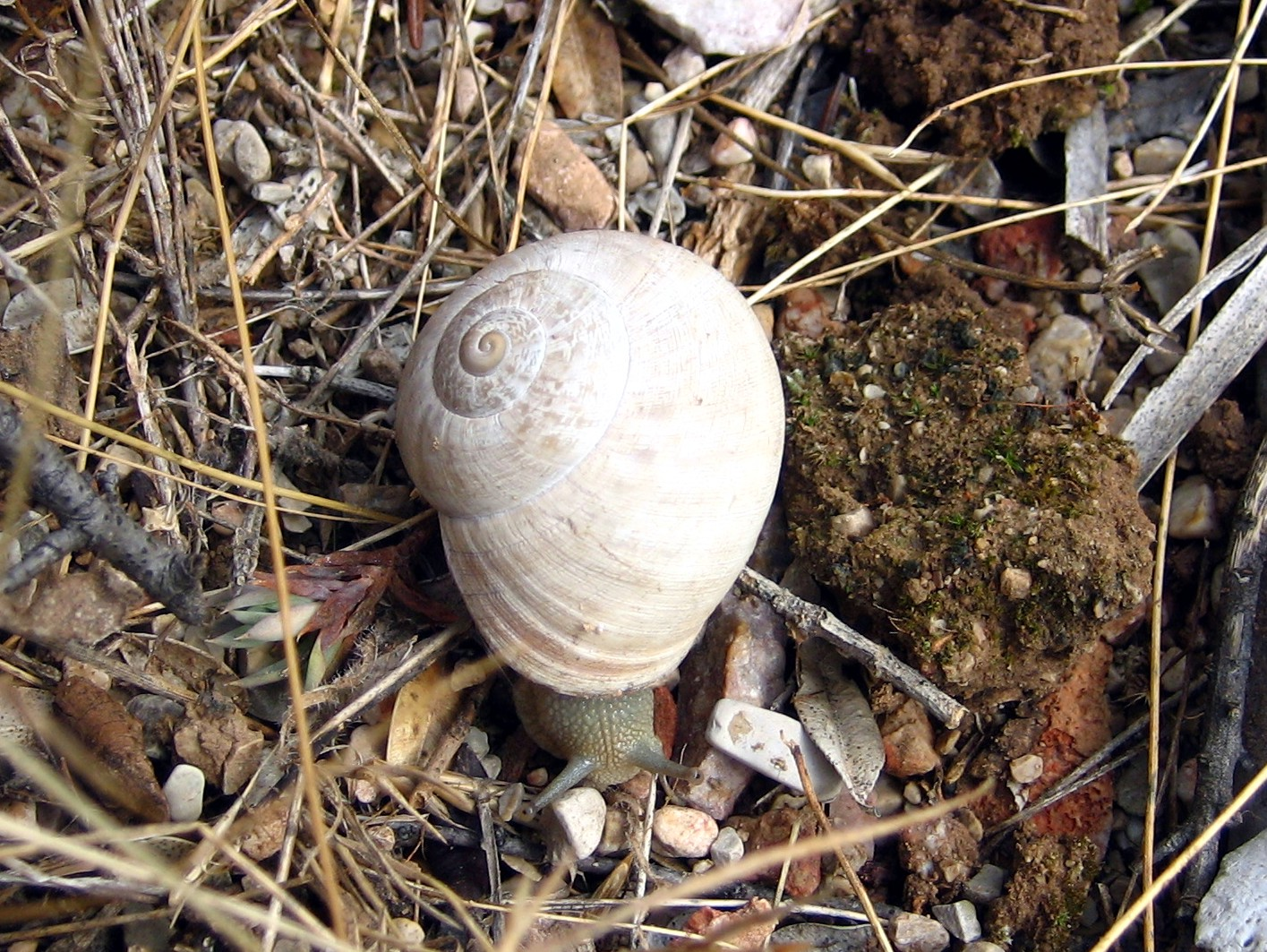
Iberus gualterianus alonensis

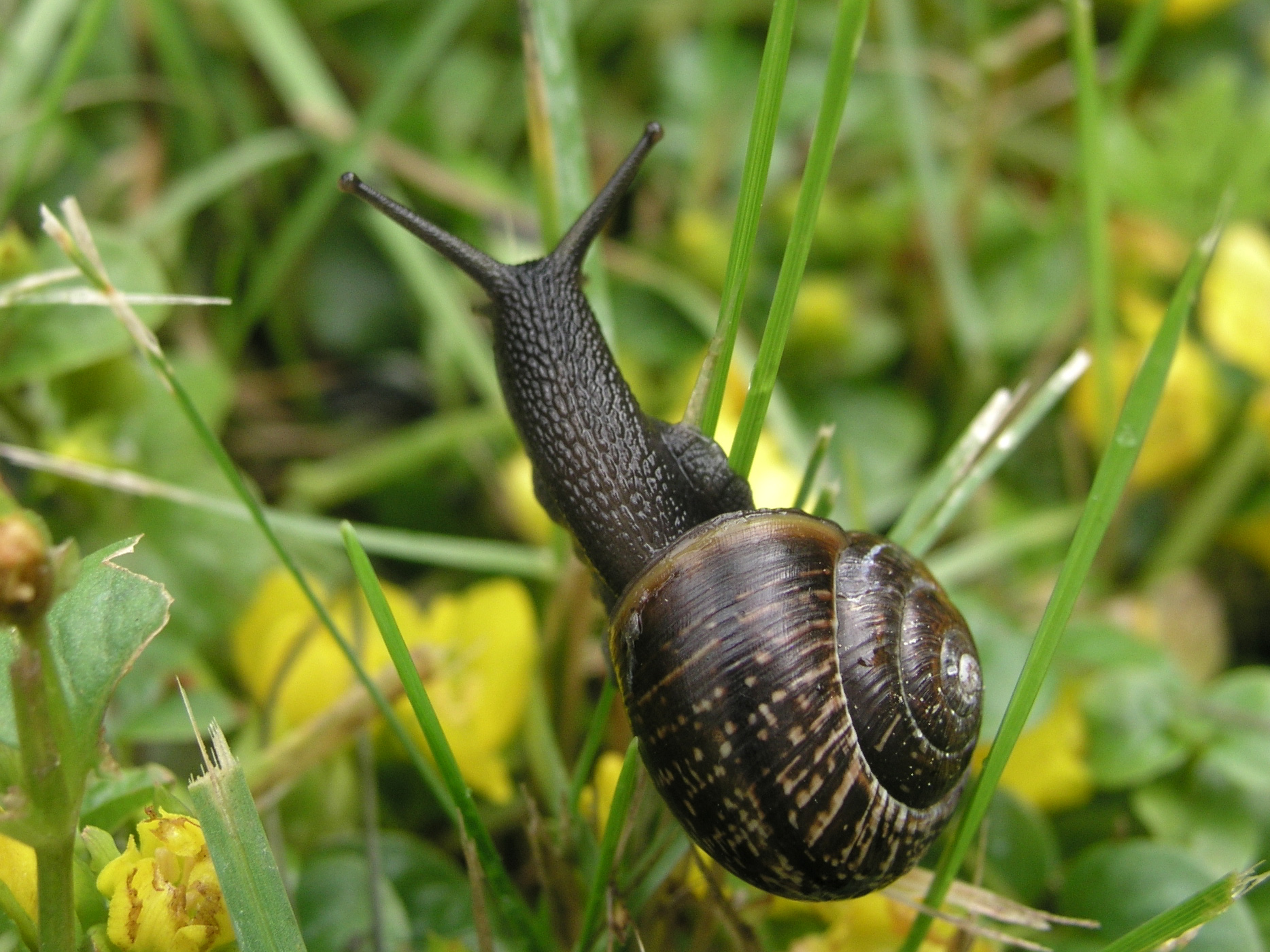
Arianta arbustorum

De acordo com a Taxonomia dos Gastrópodes de Bouchet & Rocroi, 2005, a família Helicidae tem duas subfamílias e os seguintes géneros:
Subfamília Helicinae Rafinesque, 1815 
- Tribo Thebini  Wenz, 1923  (o sinónimo Euparyphinae  Perrot, 1939  foi considerado inválido)

Theba Risso, 1826 - Theba pisana (O. F. Müller, 1774)
- Tribo Helicini  Rafinesque, 1815

Allognathus
Assyriella
Cantareus Risso, 1826
Cepaea Held, 1838
Codringtonia
Cornu Born, 1778
Eobania P. Hesse, 1913
Helix Linnaeus, 1758
Hemicycla
Iberus
Idiomela T. Cockerell, 1921
Lampadia
Leptaxis
Levantina
Otala Schumacher, 1817
Pseudotachea
Tyrrhenaria
- Tribo Murellini  Hesse, 1918

Macularia
Tacheocampylaea
Tyrrheniberus
Subfamília Ariantinae  Mörch, 1864 
Arianta Turton, 1831
Causa
Chilostoma Fitzinger, 1833
Cylindrus Fitzinger, 1833
Drobacia
Faustina
Helicigona A. Férussac, 1821
Isognomostoma Fitzinger, 1833
Marmorana W. Hartmann, 1844
Vidovicia